# FN:s flyktingkommissariat

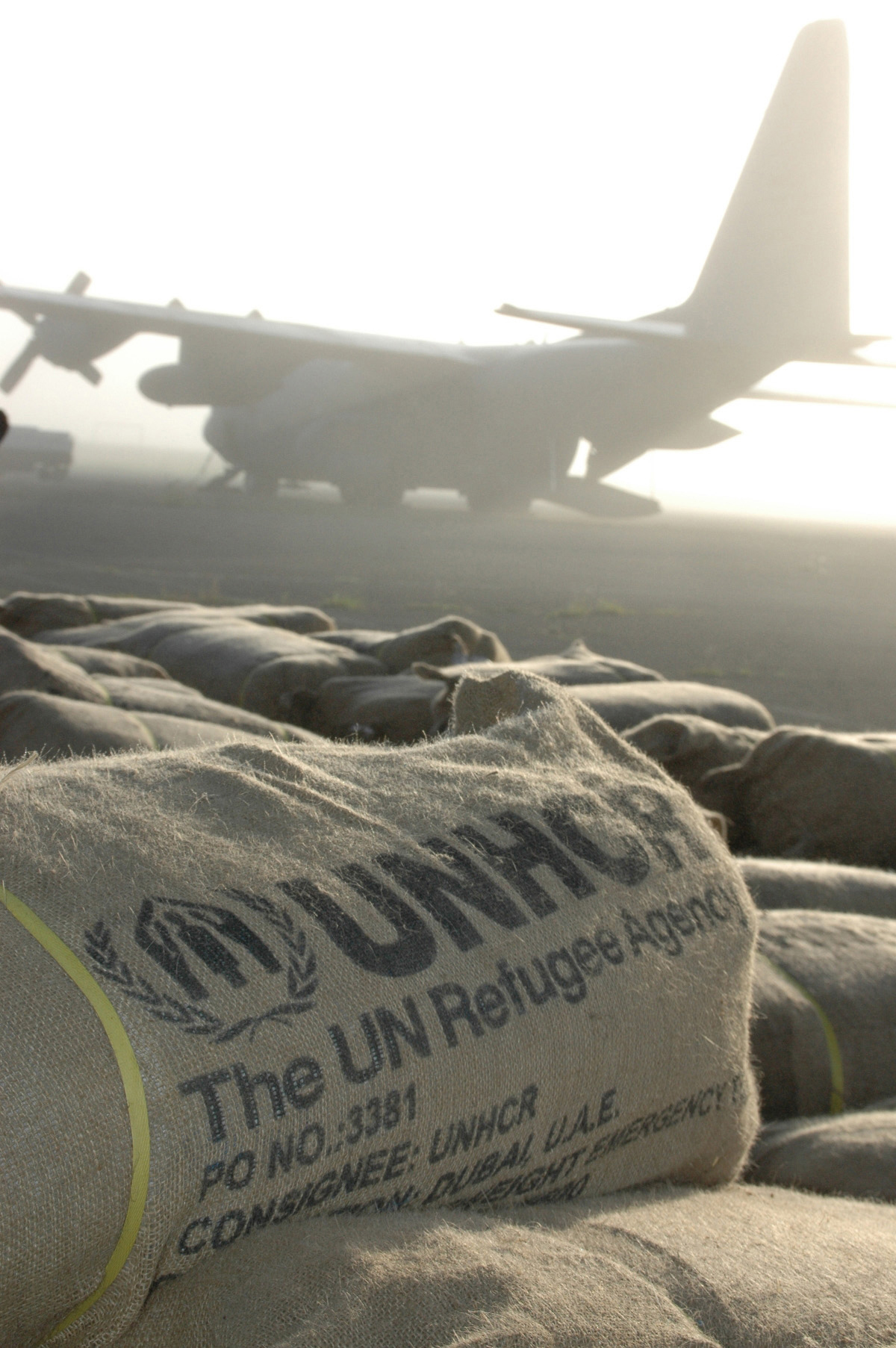
En säck från UNHCR innehållande tält, presenningar och myggnät i Kenya 2006 efter en katastrofal översvämning.

Förenta nationernas flyktingkommissariat (engelska: United Nations High Commissioner for Refugees, UNHCR) är Förenta nationernas organ för flyktingar. 
UNHCR har av FN fått uppdraget att leda och samordna de internationella insatserna till skydd av flyktingar världen över enligt Flyktingkonventionen och att finna lösningar på flyktingproblem. Organisationen grundades 14 december 1950 och har sitt säte i Genève, Schweiz, med fältkontor i över 120 länder. UNHCR samarbetar med FN-organ och med internationella hjälporganisationer såsom Röda Korset, Rädda Barnen med flera.

## Beskrivning
UNHCR förestås av en flyktingkommissarie som utses av FN:s generalförsamling. Till den elfte flyktingkommissarien utsågs 1 januari 2016 Filippo Grandi från Italien.
FN:s flyktingkommissariat finansieras liksom övriga FN-organ genom frivilliga donationer från medlemsländer, organisationer, företag och privatpersoner. Största bidragsgivare var 2011 i fallande ordning: USA, Japan, EU, Storbritannien och Sverige.
UNHCR producerar även statistik över migrationsströmmarna i världen. Statistiken omfattar bland annat ensamkommande asylsökande barn i Europa, och antalet asylsökande till ett antal ledande industriländer. 
Statistiken för 2011 visar att det vid årets slut fanns omkring 42 miljoner människor på flykt (engelska: displaced people).
Kommissariatet har två gånger – 1954 och 1981 – tilldelats Nobels fredspris.

## Flyktingkommissarier
Kommissarier för UNHCR har varit
- Fridtjof Nansen var flyktingkommissarie för Nationernas förbund från 1922.
- 1951–1956 Gerrit Jan van Heuven Goedhart, Nederländerna
- 1956–1960 Auguste R. Lindt, Schweiz
- 1960–1965 Félix Schnyder, Schweiz
- 1965–1977 Prins Sadruddin Aga Khan, Iran
- 1978–1985 Poul Hartling, Danmark
- 1986–1989 Jean-Pierre Hocké, Schweiz
- 1990 (jan–nov) Thorvald Stoltenberg, Norge
- 1990–2000 Sadako Ogata, Japan
- 2001–2005 Ruud Lubbers, Nederländerna
- 2005–2015 António Guterres, Portugal
- 2016-     Filippo Grandi, Italien